# Aaltje Kraak
Aaltje Kraak was een weduwe die in 1708 per ongeluk een grote brand in de stad Hardenberg veroorzaakte.

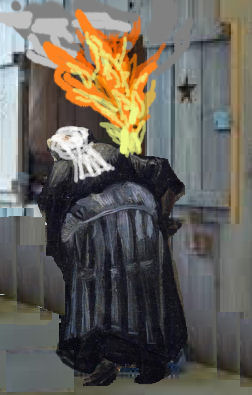
Brand in de bedstee

## De brand
Aaltje Cramer-Kraak zorgde er op 8 mei 1708 per ongeluk voor dat Hardenberg in een paar uur vrijwel volledig afbrandde. Over wat er precies gebeurd is zijn verschillende gedachten. Ze zou bij het zoeken naar garen in haar bedstee een kaars of kandelaar in haar bed hebben laten omvallen of een brandende olielamp te dicht bij het (waarschijnlijk rieten) dak gehouden hebben. Hardenberg bestond toen nog maar uit circa 100 huizen, met name van hout gebouwd. Ook door de sterke wind en maandenlange droogte greep het vuur snel om zich heen. Op de kerk, een school en vermoedelijk drie huizen na, werden alle gebouwen verwoest. Ook de kerkboeken gingen bij de brand verloren. De dominee schreef ter inleiding van het nieuwe trouwboek:
Den agsten maij is dese stadt ten enenmaal afgebrant door een oude vrouw genaemt Aaltje Kraak, alias Otten en niets gebleven als het huijs van de weduwe Kruls, de kerke en de schole, in welke tijdt ook het trouwboek en doopboek wegraekt zijn.— www.hardenberg.nl
Bij de brand vielen geen slachtoffers, met name omdat men snel buiten de stad kon komen. Na een inzamelingsactie door heel Nederland kreeg iedereen weer een eigen huis. Ook voor Aaltje Kraak zelf werd voor vergoeding voor een nieuw onderkomen gezorgd en ze is ook erna in Hardenberg blijven wonen. Hoewel de brand voor veel schade zorgde heeft men het haar niet kwalijk genomen.
Het was de tweede grote stadsbrand in Hardenberg. Ook in 1497 waren vrijwel alle huizen in de stad platgebrand.

## Herdenking
In 2008 werd besloten de Aaltje-Kraakdag in het leven te roepen. 300 jaar na de stadsbrand werd stilgestaan bij het 'verdwijnend en verschijnend cultureel erfgoed' in Hardenberg. Een maand voor de herdenking was een nieuw winkelcentrum (De Markt) geopend, wat hierbij ook een rol speelde. Bij de herdenking hield onder anderen Nederlands historicus Hans Goedkoop een toespraak, werd er Bengaals vuurwerk gebruikt en werden de kerkklokken geluid om de sfeer van de stadsbrand gedeeltelijk op te roepen.
De Aaltje-Kraakdag werd in Hardenberg als een vaste herdenkingsdag op 8 mei ingesteld. De Hardenberger Bart Kuijer maakte t.g.v. het 650-jarig bestaan van Hardenberg een liedje over/met de titel ¨Aaltje Kraak¨